# DKW F1
De DKW F1 is een kleine auto uit de compacte klasse die door de Duitse autoconstructeur DKW in 1931 op de markt gebracht werd. Het was een van de eerste in massa geproduceerde auto's met voorwielaandrijving en daarmee een mijlpaal in de geschiedenis van de auto-ontwikkeling.

## Historiek
In oktober 1930 gaf Jørgen Skafte Rasmussen, eigenaar van Zschopauer Motorenwerke J.S. Rasmussen AG, opdracht aan het ontwerpbureau van Audi in Zwickau om een kleine auto te ontwikkelen die aangedreven kon worden door een DKW-tweetaktmotor van een motorfiets, geproduceerd door motorenproducent Zschopauer. De auto moest bovendien beschikken over voorwielaandrijving, een onafhankelijke wielophanging en een chassis met een bijzonder laag zwaartepunt. Daarnaast moest de auto populair en goedkoop zijn.
Na een ontwikkelingsperiode van bijna zes weken presenteerden de ontwerpers een driezits roadster die met een volle tank slechts 450 kg woog en uitstekende rijeigenschappen had. De auto werd aangedreven door een 494 cc 2-takt tweecilindermotor en had een subframe van twee stalen langsliggers met U-profiel als chassis en een open stalen carrosserie.
De auto werd in het voorjaar van 1931 op het Autosalon van Berlijn geïntroduceerd als de DKW Type FA 500. In hetzelfde jaar ging de DKW Front F1 (type FA 600) in serieproductie met een krachtigere 584 cc motor van 15 pk en een met kunstleer beklede multiplex carrosserie. De DKW F1 heeft een onafhankelijke wielophanging op dwarsgeplaatste bladveren voor en achter en was leverbaar als twee- en vierzits cabriolet of cabriolet-sedan.
Naast de roadster, cabriolet-sedan en sedan was de F1 verkrijgbaar in verschillende sportuitvoeringen, waaronder een monoposto met een destijds in de mode zijnde boattail.

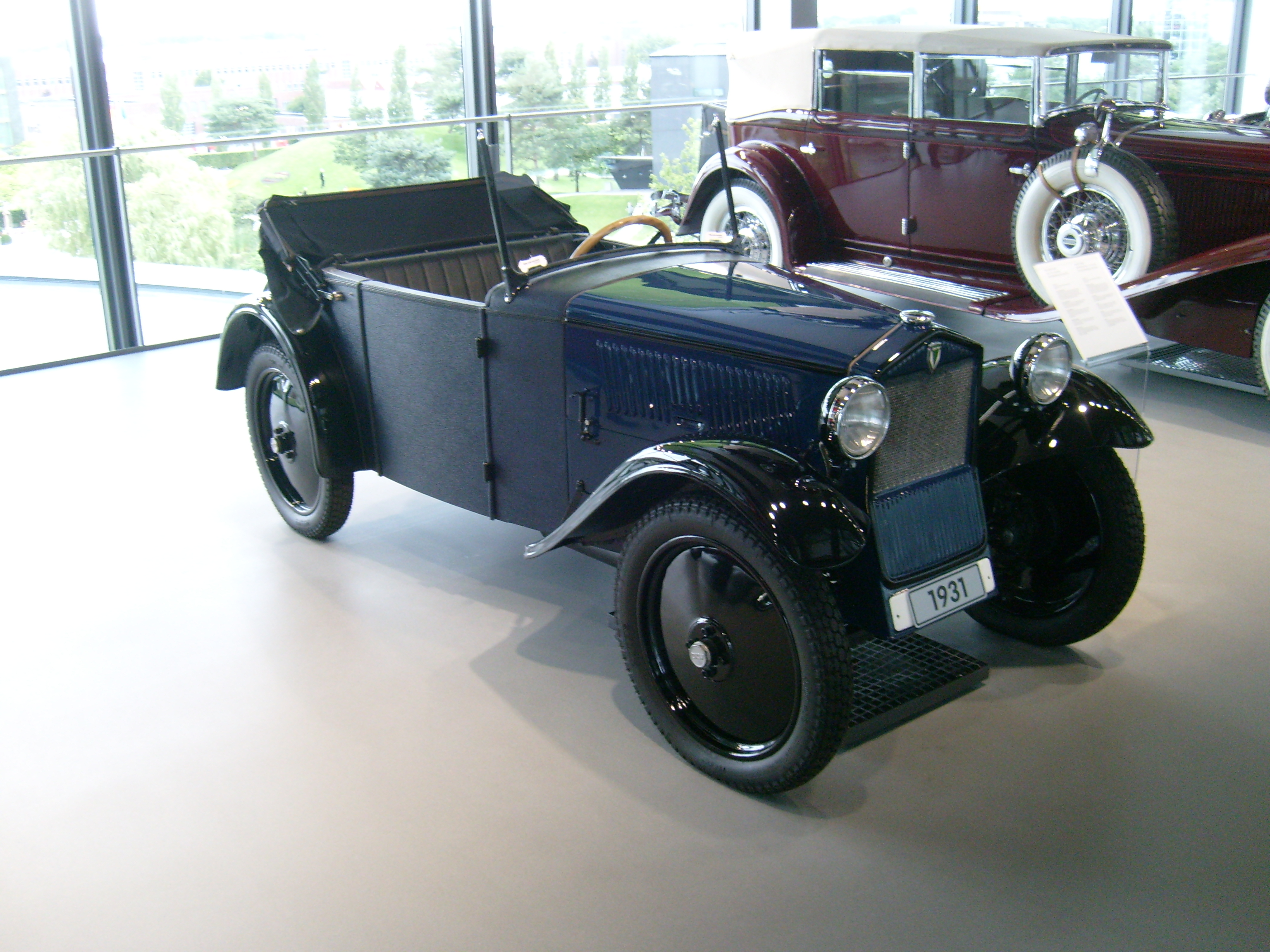
DKW F1 roadster
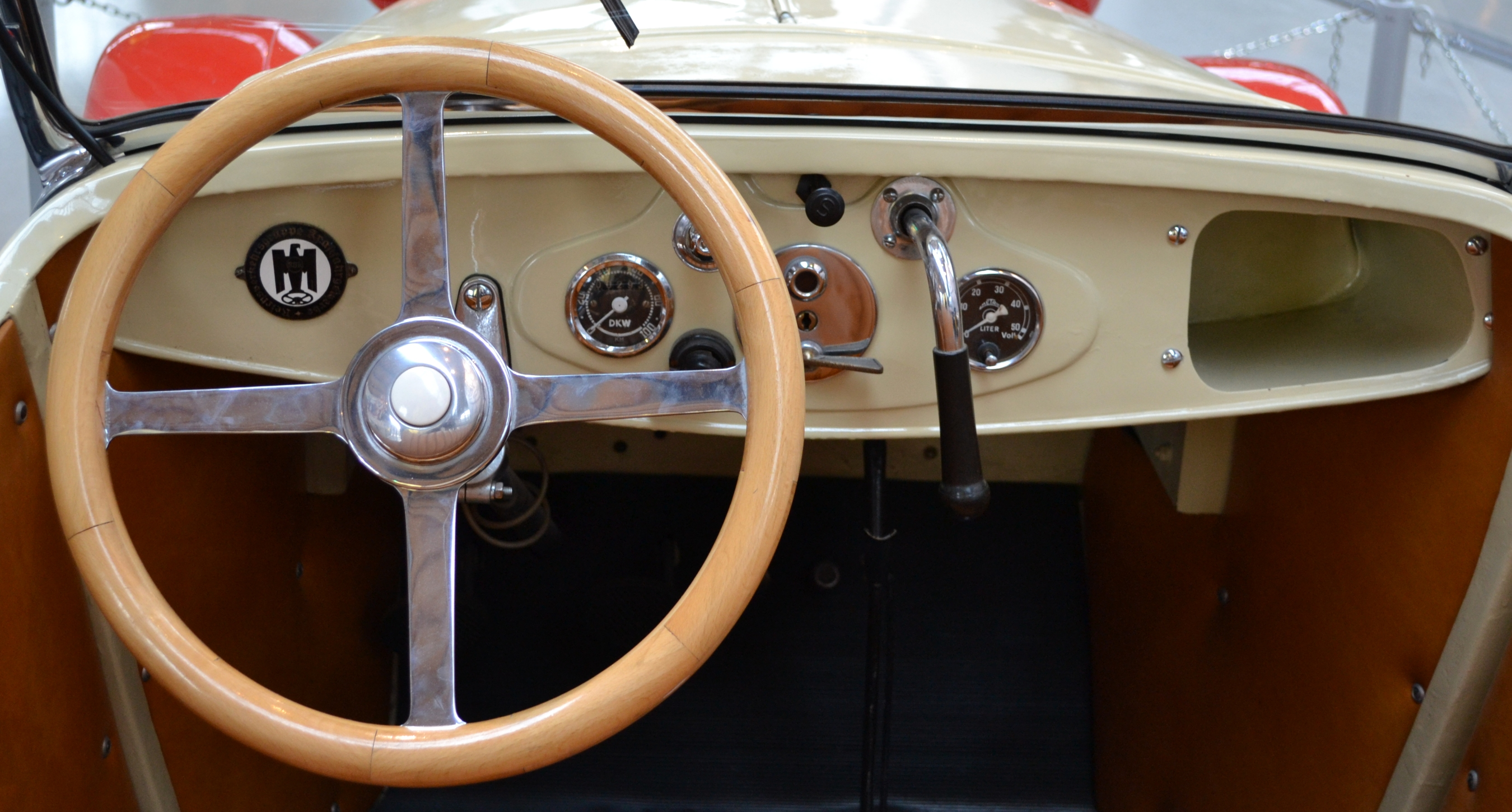
DKW F1 roadster, dashboard
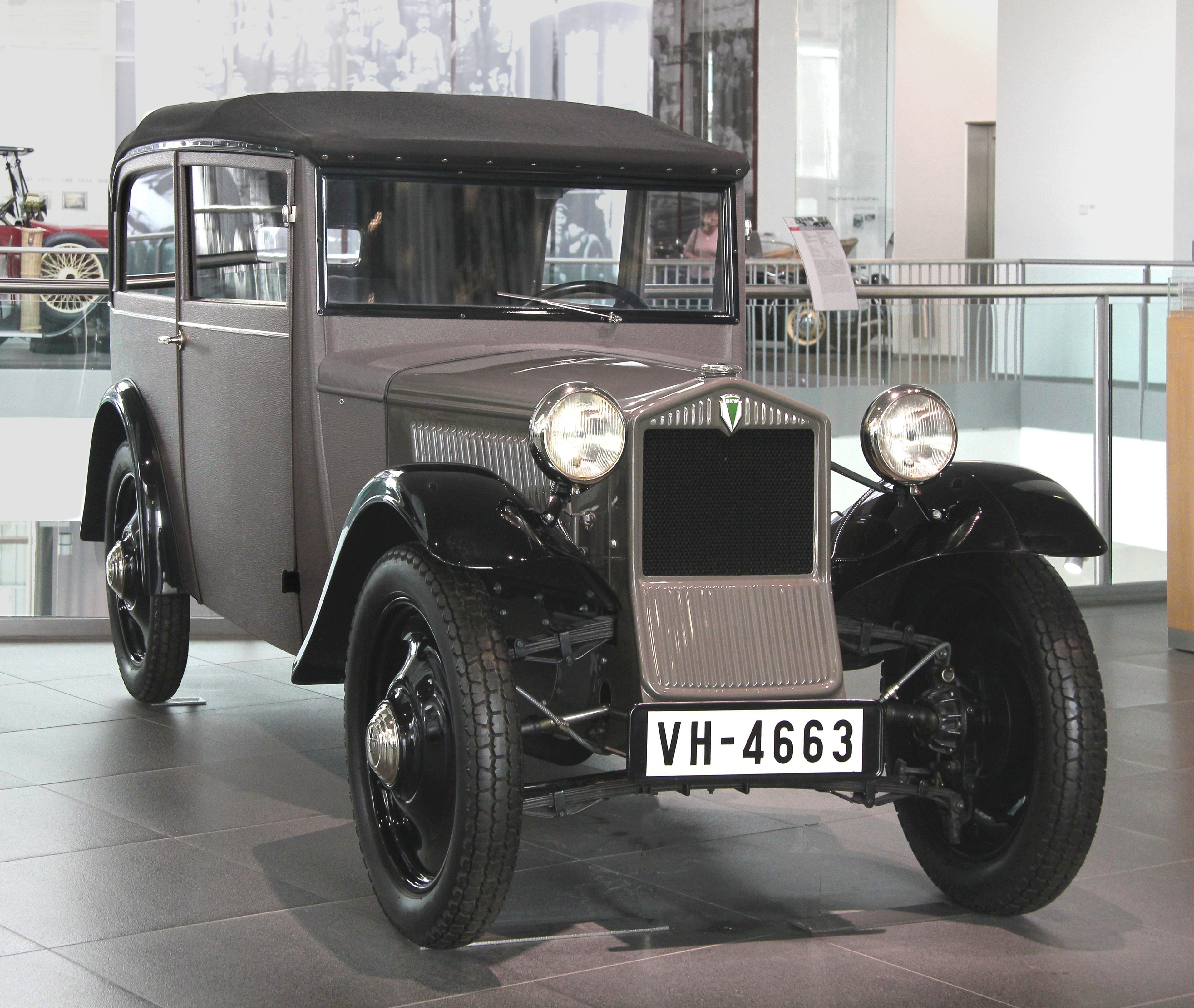
DKW F1 cabriolet-sedan
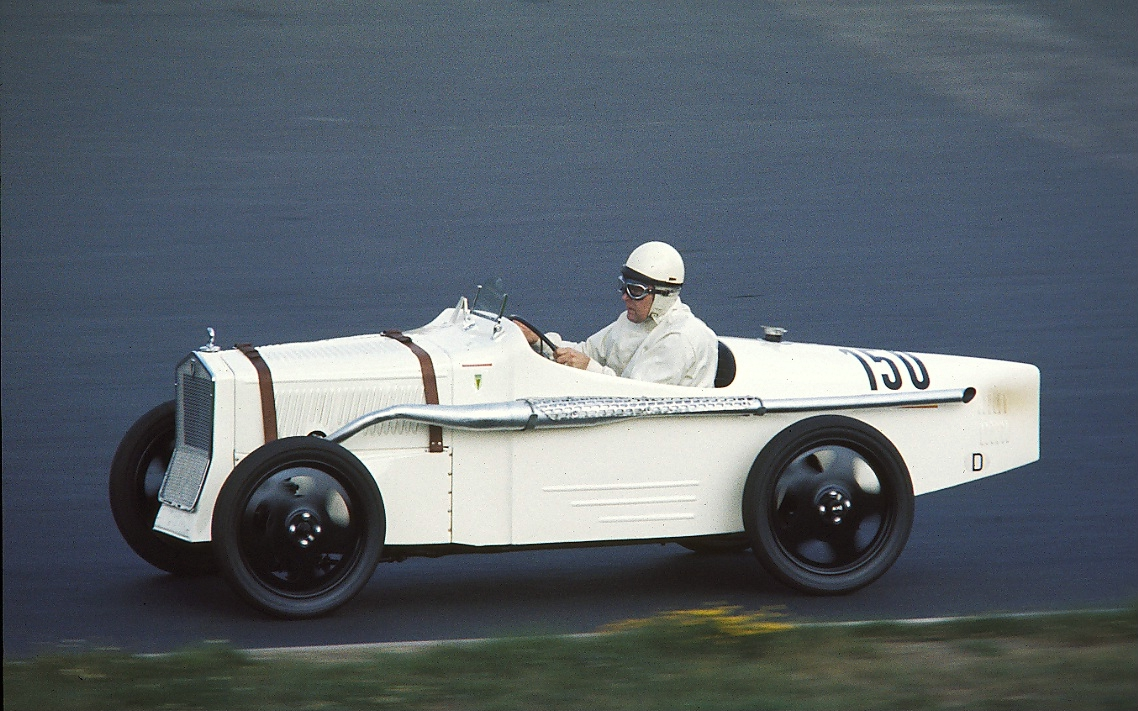
DKW F1 monoposto op de Nürburgring

## Productiefaciliteiten
Net zoals alle andere wagens met voorwielaandrijving van DKW werd de F1 geassembleerd in de fabriek in Zwickau, die Rasmussen eind jaren twintig in handen had gekregen na de overname van Audi-Werke AG, terwijl de DKW-auto's met achterwielaandrijving  vervaardigd werden in de fabriek in Spandau. De houten carrosserie van de F1 werd eveneens in de Spandau-fabriek vervaardigd en vervolgens via het spoor naar Zwickau verscheept. De tweetaktmotoren voor de DKW F1 en zijn opvolgers werden geproduceerd door de motorfietsenfabriek in Zschopau, die vlakbij Zwickau lag.
Tussen 1931 en 1932 werden ongeveer 4000 exemplaren van de DKW F1 geproduceerd.

## Opvolgers
De succesvolle DKW-serie F1 tot F8 maakte van Auto-Union de op één na grootste autofabrikant in Duitsland na Opel. De Frontwagens werden in Duitsland ongeveer 218000 keer verkocht en waren niet alleen het meest succesvolle DKW-product, maar ook de best verkochte kleine auto's van hun tijd.
Modellen voor 1945:
Type P · 
4=8 (V 800/V 1000/Sonderklasse/Schwebeklasse) · 
F1 · 
F2 · 
F4 · 
F5 · 
F7 · 
F8 · 
F9 (prototype)
Modellen na 1945:
F10 · 
Meisterklasse (F89) · 
Sonderklasse (F91) · 
3=6 (F93/94) · 
Monza · 
Junior · 
F11/F12 · 
F102
Terrein- en bedrijfswagens:
Munga (F91/4) · 
DKW Schnellaster · 
DKW F 1000 L
Merknaam Auto Union:
1000 · 
1000 Sp
Afgeleide modellen:
IFA F8 · 
IFA F9 · 
Audi F103